# 百福道

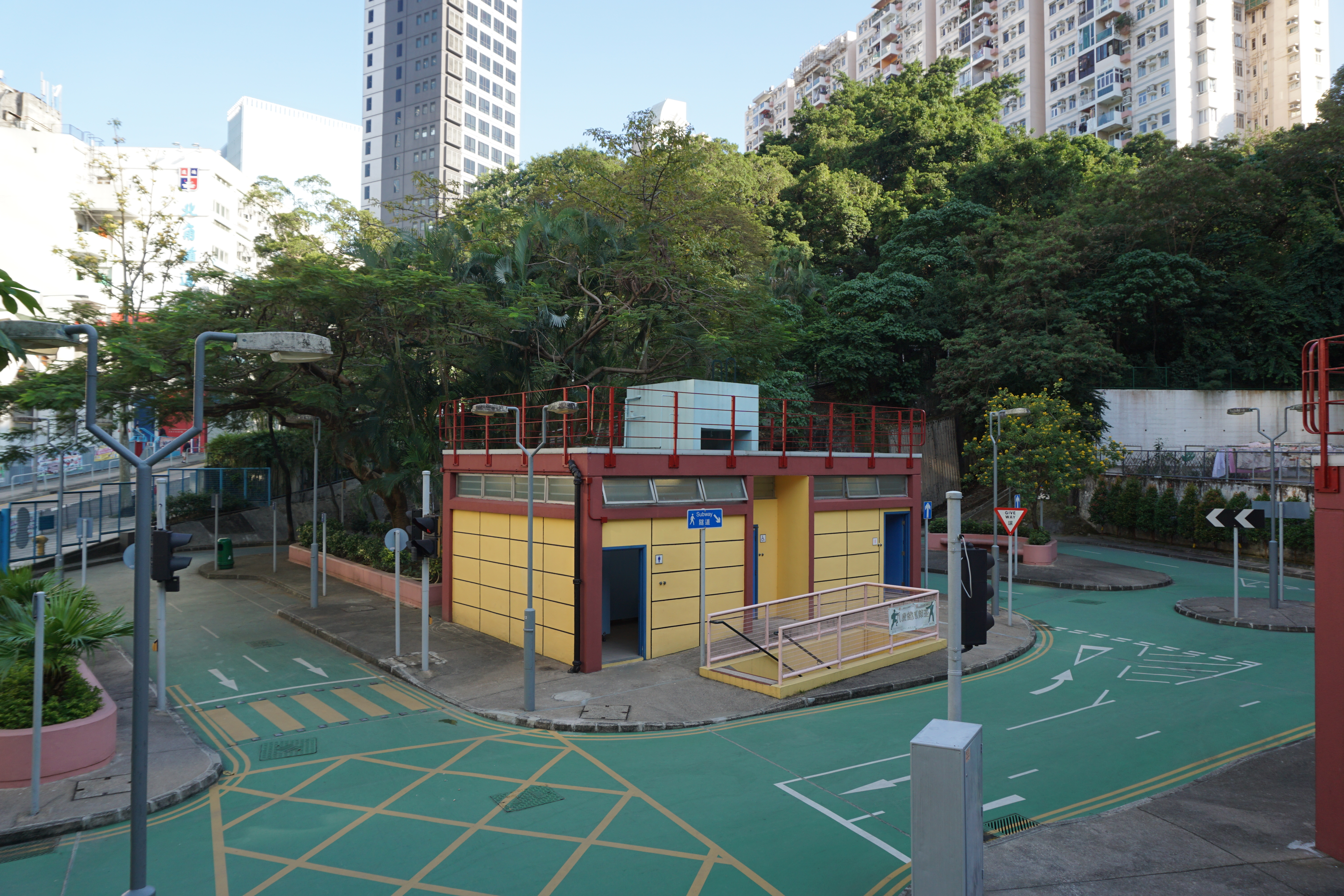
百福道香港交通安全城

百福道（英語：Pak Fuk Road），是香港港島東區七姊妹的一條行車街道，連接寶馬山和北角的三條道路之一。百福道由海拔約90米上的寶馬山花園起，以山邊高架橋建築，傾斜比例1:10，最高斜度為1:8，開建一條來回2線鋼架石屎柏油路大橋，接連至山下的七姊妹健康村附近的街道，方便山上的豪宅居民、蘇浙公學及培僑中學師生出入。
另外，新界粉嶺原有一「百福村道」（Pak Fuk Tsuen Road），但於1980年代發展粉嶺／上水新市鎮時併入百和路，原址在現今蓬瀛仙館對外至警察機動部隊總部的一段百和路。

## 歷史
百福道於1960年代建成時，僅有山下健康西街至寶馬台的一段。1970年代，當局曾研究將天后廟道東延至柴灣道的計劃，但最終決定以興建東區走廊取代此計劃，並且另行為天后廟道提供一條通往北角東部的途徑，所以當局將百福道向山上方向以高架橋延長連接天后廟道。為配合位處新路段上的百福花園入伙，百福花園至天后廟道一段率先於1981年通車，其餘路段則於1984年底全線通車。

## 鄰近
- 寶馬山道
- 香港青年協會大廈
- 百福花園
- 北角街市
- 百福道巴士總站
- 北角公共圖書館
- 百福道交通安全城
- 健康西街
- 健康中街
- 健康東街
- 七姊妹道
- 模範里鰂魚涌站C出口
- 北角循道學校
- 丹拿山循道學校
- 番禺會所華仁小學

## 交匯道路
- 天后廟道
- 卑利瑪臺
- 健康中街
- 健康西街

## 途經的公共交通服務
1. ↑  . 香港政府.   [2021-10-12]. （原始内容存档于2021-11-26） （中文）.